# Urodilatine

Structure chimique de l'urodilatine.

L'urodilatine est une hormone peptidique, structurellement proche du facteur natriurétique auriculaire.

## Structure
Il s'agit d'un peptide de 32 acides aminés isolé pour la première fois en 1988. Elle reprend la chaîne peptidique du facteur natriurétique auriculaire à laquelle s'ajoutent quatre acides aminés.

## Rôle
Elle est synthétisée par les reins au niveau du tubule contourné distal et excrétée dans les urines. Elle régularise l'excrétion de l'eau et de différents électrolytes. Elle n'est pas retrouvée dans le sang. 
Son excrétion augmente en cas de charge sodée, entraînant une augmentation de la natriurèse.

## Médecine
Son excrétion augmente en cas d'insuffisance cardiaque.

## Cible thérapeutique
L'uralitide est un équivalent synthétique de l'urodilatine. Les premiers tests dans l'insuffisance cardiaque montrent que, administré en perfusion, il permet d'améliorer les symptômes sans être délétère sur la fonction rénale.